# Mesoplia regalis
Mesoplia regalis är en biart som först beskrevs av Smith 1854.  Mesoplia regalis ingår i släktet Mesoplia och familjen långtungebin. Inga underarter finns listade i Catalogue of Life.